# Sierra-West-Airlines-Flug 887
Der Sierra-West-Flug 887 (Flugnummer ICAO: PKW887, Funkrufzeichen: PLATINUM WEST 887) war ein inländischer Charterfrachtflug der Sierra West Airlines vom Lubbock Preston Smith International Airport in Texas zum Thomas McDuffie County Airport in Georgia. Am 5. Oktober 2021 wurde der Flug mit einer Dassault Falcon 20CC durchgeführt. Die Maschine verunglückte im Endanflug nur 1,4 Kilometer westlich des Zielflughafens, wobei beide Piloten – die einzigen Insassen – getötet wurden.

## Maschine
Bei der verunfallten Maschine handelte es sich um eine 1967 gebaute Dassault Falcon 20CC mit der Werknummer 83, die im Mai 1967 mit dem Luftfahrzeugkennzeichen N974F an die Pan American World Airways ausgeliefert wurde. Noch im selben Monat wurde die Maschine mit dem Kennzeichen N805CC an die Chrysler Corporation weitergegeben. Im Dezember 1970 übernahm die U. S. Pipe & Foundry Company die Maschine und ließ sie mit dem Kennzeichen N80506 wieder zu, ab November 1971 war die Maschine mit dem Kennzeichen N22JW auf die Jim Walter Corporation zugelassen. Ab November 1973 war die Maschine mit dem Luftfahrzeugkennzeichen N12WP auf die The Marjory Corporation in Betrieb, ehe sie ab Februar 1976 auf Omni Investments zugelassen war. Am 8. April 1976 übernahm die Turbodyne Corporation die Maschine und ließ sie mit dem Kennzeichen N1TC wieder zu. Im Oktober 1980 ließ die McGraw Edison Company die Maschine mit dem Luftfahrzeugkennzeichen N55ME wieder zu, im Oktober 1983 übernahm die Keller Steel Company die Maschine und meldete sie im Januar 1984 auf das Kennzeichen N68JK um. Ab Oktober 1988 befand sich die Maschine im Besitz der Great Planes Sales Inc., ab Februar 1989 gehörte sie Cal Aviation Inc. und wurde im Mai 1989 mit dem Kennzeichen N20PL umgemeldet. Ab dem 30. Dezember 1998 war die Maschine bei der Carl Aviation LLC in Betrieb, ab dem 31. Dezember 1999 bei der RBS Aviation Group Inc., bei der sie am 22. September 2000 mit dem Luftfahrzeugkennzeichen N283SA zugelassen wurde. Die Sierra West Airlines übernahm die Maschine zum 3. Februar 2006. Das zweistrahlige Frachtflugzeug war mit zwei Turbojettriebwerken des Typs General Electric CF700 ausgestattet.

## Insassen
An Bord der Maschine befand sich lediglich eine zweiköpfige Besatzung, bestehend aus einem Flugkapitän und einem Ersten Offizier. Der 63-jährige Flugkapitän Claude Duchesne stammte aus Québec und war im Besitz der kanadischen Staatsbürgerschaft. Erster Offizier war der 73-jährige Raymond Henry Bachman (* 10. Februar 1948 in Buffalo, New York).

## Unfallhergang
Die beiden Piloten waren die gesamte Nacht im Nachtflugdienst gewesen und hatten in dieser Arbeitsschicht ihren ersten Flug um 21:32 Uhr des Vortages durchgeführt, dieser führte vom El Paso International Airport zum Lubbock Preston Smith International Airport. Dort angekommen, mussten die Piloten eine Verzögerung von zwei Stunden und 20 Minuten hinnehmen, ehe die zu befördernde Fracht angeliefert und verladen war. Die Maschine setzte ihren Flug nach Thomson, Georgia daraufhin fort. Sie befand sich die letzten 40 Minuten im Zuständigkeitsbereich der Flugsicherung in Atlanta.
Die Maschine befand sich auf einem frühmorgendlichen Anflug bei Dunkelheit auf den Thomas McDuffie County Airport, als die Piloten um 05:03 Uhr die NOTAM für einen ILS-gestützten Anflug auf Landebahn 10 erfragten. Der diensthabende Lotse in Atlanta teilte zwei NOTAMs mit, zum einen, dass der Gleitpfad von Landebahn 10 und zum anderen, dass der Localizer nicht betriebsbereit war. Der diensthabende Lotse teilte den Piloten mit, dass die NOTAM bezüglich des Localizers erst im Verlauf des Morgens und zu einem Zeitpunkt nach dem Eintreffen der Maschine in Kraft treten würde, was jedoch nicht dem Inhalt der entsprechenden NOTAM entsprach. Um 05:26 Uhr erbaten die Piloten eine Freigabe für einen ILS-gestützten Anflug auf Landebahn 10, welche von der Luftaufsicht in Atlanta erteilt wurde. Um 05:43 Uhr überflog die Maschine den Initial Approach Fix CEDAR, woraufhin der Kapitän die Flugsicherung bat, die ursprüngliche Freigabe für den Instrumentenflug zurückzunehmen.
Auf einem Überwachungsvideo war zu sehen, wie die Maschine sich mit einer konstanten Sinkrate und auf einem gleichbleibenden Kurs der Landebahn 10 näherte. Etwa 25 Sekunden vor dem Aufprall wurde beobachtet, wie die Maschine eine plötzliche Rechts- und anschließend eine plötzliche Linkskurve flog, während gleichzeitig die Sinkrate zunahm. Bei dem Aufprall kam es zu keinerlei Explosion oder Brand.